# Щель Кассини

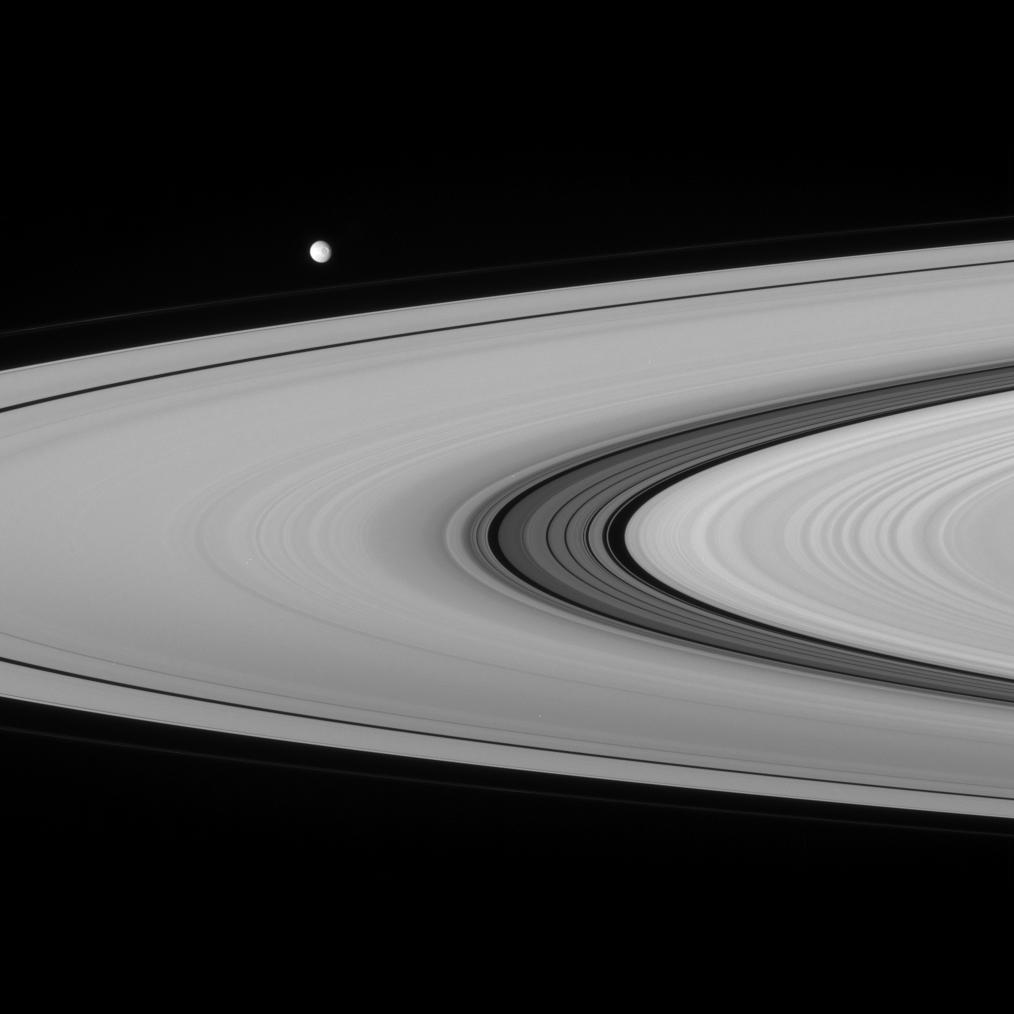
Щель Кассини, снимок с зонда «Кассини». Точно по центру — щель Лапласа, немного правее (непосредственно перед кольцом B) — щель Гюйгенса.

Щель Кассини (другое название — деление Кассини) — промежуток между внешними кольцами Сатурна (кольцами A и B) шириной около 4500 км. Открыта в 1675 году итальянским и французским астрономом Жаном-Домиником Кассини.

## Характеристики
Для наблюдателя с Земли щель Кассини выглядит как тонкая тёмная щель между кольцами. Однако детальные снимки АМС «Вояджер» и «Кассини» позволили сделать вывод, что она не пуста, а тоже является своеобразным кольцом, только отличающимся от других по составу и плотности. Материал внутри неё напоминает собой по цвету и оптической толщине материал кольца С. Внутри неё движутся частицы размером в среднем 8 м.
Деление Кассини сформировалось вследствие орбитального резонанса 2:1 со спутником Мимасом, из-за которого орбиты находящихся в этой области частиц искривляются, стремясь покинуть её.
В щели Кассини наблюдаются настоящие промежутки практически пустого пространства, такие как щель Гюйгенса (на внутренней границе) и щель Лапласа, содержащие в себе малые тонкие кольца.

## В искусстве
- В рассказе Станислава Лема «Дознание» (1968 год), а также в снятом по нему фильме (1978 год) к Сатурну отправляется космический корабль, чтобы запустить исследовательский зонд в щель Кассини, которая в те годы ошибочно считалась пустой и имеющей ширину 500 км. Команде корабля пришлось пойти на страшный риск и пролететь сквозь щель[6].
- В романе Айзека Азимова «Лаки Старр и кольца Сатурна» агент Совета Науки Дэвид Старр и его спутники на космическом корабле «Метеор» проходят через щель, спасаясь от преследующих их кораблей космических сил Сириуса.
- «The Cassini Division» — название вышедшего в 1998 году научно-фантастического романа Кена Маклеода, входящего в цикл «Осенняя революция»[7]. В романе так называется элитное военное подразделение[8].
- «Cassini's Division[англ.]» — название образованной в 2001 году индийской рок-группы[9].